# Diatkowce
Diatkowce (ukr. Дятьківці) – dawniej samodzielna wieś, obecnie w granicach Kołomyi na Ukrainie, w jej zachodniej części. Rozpościera się wzdłuż ulicy Karpackiej, równolegle do Prutu, w kierunku na Szeparowce.

## Historia
Diatkowce to dawniej samodzielna wieś. W II Rzeczypospolitej stanowiła gminę jednostkową Diatkowce w powiecie kołomyjskim w województwie stanisławowskim. 1 sierpnia 1934 r. w ramach reformy na podstawie ustawy scaleniowej Diatkowce weszły w skład nowej zbiorowej gminy Kołomyja, gdzie we wrześniu 1934 utworzyły gromadę. Gromada ta stanowiła eksklawę gminy Kołomyja, jako jedyna położona na zachód od miasta.
Pod okupacją weszły w skład gminy Kolomea w powiecie Kolomea w dystrykcie Galicja. Liczba mieszkańców wynosiła 619.
Po wojnie włączone w struktury ZSRR, gdzie zostały włączone do Kołomyi.